# هلنا فروم
هلنا فروم (انگلیسی: Helena Fromm؛ زادهٔ ۵ اوت ۱۹۸۷) تکواندوکار اهل آلمان است.
وی همچنین برندهٔ جوایزی همچون برگ بوی نقره‌ای شده‌است.